# Echinolittorina omanensis
Echinolittorina omanensis is een slakkensoort uit de familie van de Littorinidae. De wetenschappelijke naam van de soort is voor het eerst geldig gepubliceerd in 2007 door Reid.